# Hugo van Ibelin
Hugo van Ibelin (circa 1131 - circa 1170) was heer van Ibelin, Ramla en een belangrijk persoon in het koninkrijk Jeruzalem.
Hij was een zoon van Barisan van Ibelin en Helvide van Ramla. Na 1150 overlijdt zijn vader en Hugo erft Ibelin en Ramla. Zijn moeder Helvide hertrouwt met Manesses van Hiergess, die een trouwe volgeling is van koningin Melisende van Jeruzalem. Zij is in een burgeroorlog geraakt met haar zoon Boudewijn III van Jeruzalem en Hugo moet partij kiezen, nadat het dispuut is opgelost. Is Hugo aanwezig tijdens het Beleg van Ascalon in 1153 en ook bij de Slag van Banias in 1157. Het jaar daarna bezoekt hij het vorstendom Antiochië, en treft daar keizer Manuel I Komnenos, ook verlooft Hugo zich met Agnes van Courtenay maar om onduidelijke redenen trouwt zij later met Amalrik I van Jeruzalem.
Hugo neemt in 1167 deel aan de diverse aanvallen op Egypte, die onder leiding stonden van Amalrik van Jeruzalem; ze raken tot aan de Nijl. Rond 1170 onderneemt Hugo een pelgrimstocht naar Santiago de Compostela, maar overlijdt onderweg; hij laat zijn bezittingen van Ibelin en Ramla na aan zijn jongere broer Boudewijn van Ibelin.

Wapen van Ibelin